# Grigny (Essonne)
Pour les articles homonymes, voir Grigny.
Grigny (prononcé [gʁiɲi] ) est une commune française dans le département de l’Essonne en région Île-de-France.
Ses habitants sont appelés les Grignois ou les Grignards.
Grigny fut successivement le site de l’une des plus importantes nécropoles pré-mérovingiennes découvertes, puis un domaine seigneurial qui accueillit les protestants de Paris lors de la signature de l’édit de Nantes, enfin un village de carriers.

## Géographie

### Situation

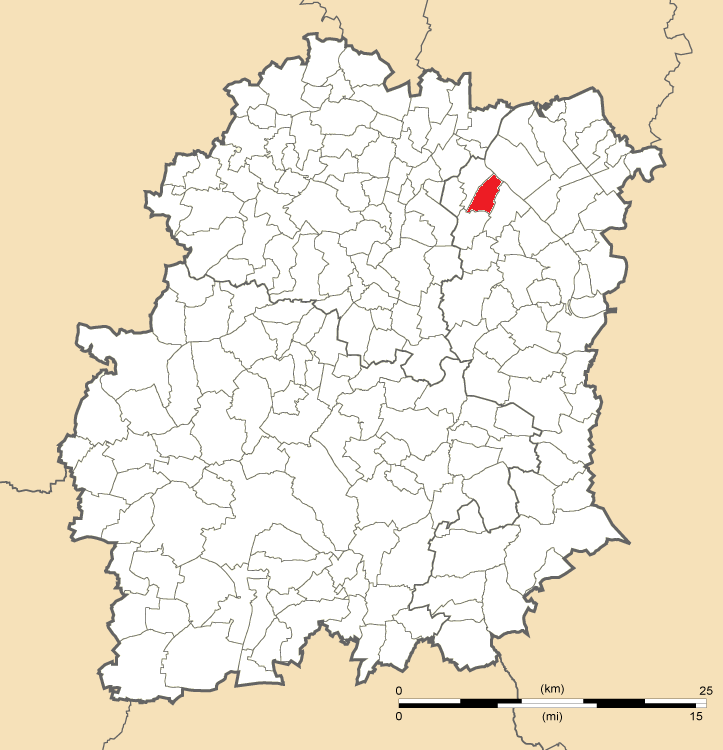
Position de Grigny en Essonne.

Grigny est située sur la limite nord-est de la région naturelle du Hurepoix.
La commune est bordée au nord-est par la Seine, la route nationale 7 et la voie ferrée de Paris à Montargis.
La ville s’étage aujourd’hui entre le plateau au sud à une altitude approximative de quatre-vingt mètres, les coteaux au centre et la large vallée de la Seine à une altitude approximative de trente-cinq mètres.

### Communes limitrophes
Les communes limitrophes sont Viry-Châtillon, Draveil, Fleury-Mérogis et Ris-Orangis.
| Viry-Châtillon |        | Draveil     |
|                | Grigny |             |
| Fleury-Mérogis |        | Ris-Orangis |

La Seine constitue une limite naturelle au nord-est avec la commune de Draveil, à l’est et au sud-est, le chemin latéral, le chemin des Glaises, l’avenue de la 1re armée française Rhin et Danube, la route de Corbeil et le chemin de la Tuilerie matérialisent la limite avec Ris-Orangis. Au sud et sud-ouest, se trouvent Fleury-Mérogis et de l’ouest au nord Viry-Châtillon dont la longue limite suit approximativement l’avenue Victor Schœlcher, la rue de la Ferme Neuve, le chemin des Gâtinois avant de traverser le lac de Viry-Châtillon entre le bassin de l’Amiral et l’étang de la Justice et de rejoindre la Seine.

### Hydrographie

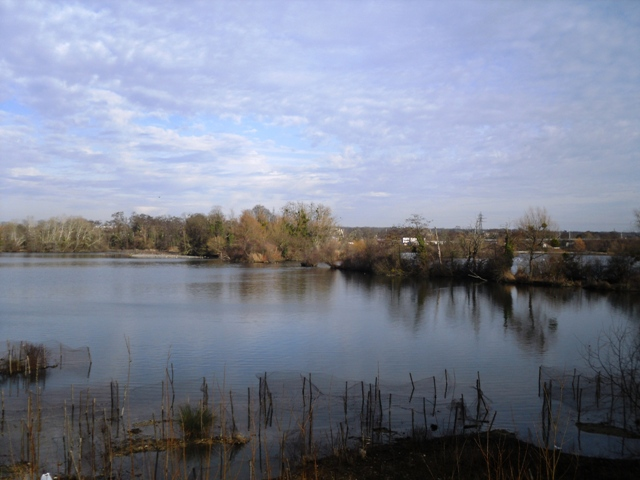
L’étang de la Place Verte.

Outre la Seine qui borde le nord-est de la commune, une large part du territoire est occupée par les deux tiers de ce qui est appelé le lac de Viry-Châtillon au nord-est dont les deux tiers se trouvent dans le territoire de Grigny avec les subdivisions du lac de l’Arbalète, de l’étang de la Place Verte et de l’étang de la Justice.
Au sud de la commune, un bassin de rétention des eaux de pluie a été aménagé dans le quartier de Grigny 2 et un second à proximité de la zone d’activités des Radars.
Enfin, en parallèle du tracé de l’autoroute A6 du sud-est au nord-ouest chemine en souterrain l’important aqueduc de la Vanne et du Loing qui alimente le réservoir de Montsouris et Paris en eau potable.

### Relief et géologie
La commune de Grigny est implantée à l’extrême est du plateau du Hurepoix, sur le versant ouest de la vallée de la Seine. Le territoire s’étage entre une altitude de quatre-vingt-quatre mètres au sud et trente-deux mètres sur les rives du fleuve au nord. Deux niveaux bien distincts apparaissent avec le plateau relativement plat sur la moitié sud du territoire, puis un coteau fortement incliné en centre-ville passant de quatre-vingt-cinq mètres en bordure de l’autoroute à trente-six mètres au bord du lac sur une courte distance de huit cents mètres. Le sous-sol est typique du Bassin parisien avec une succession de couches de sable et de meulière sur le plateau et de marne et de gypse dans la vallée protégeant le calcaire.

### Voies de communication et transports

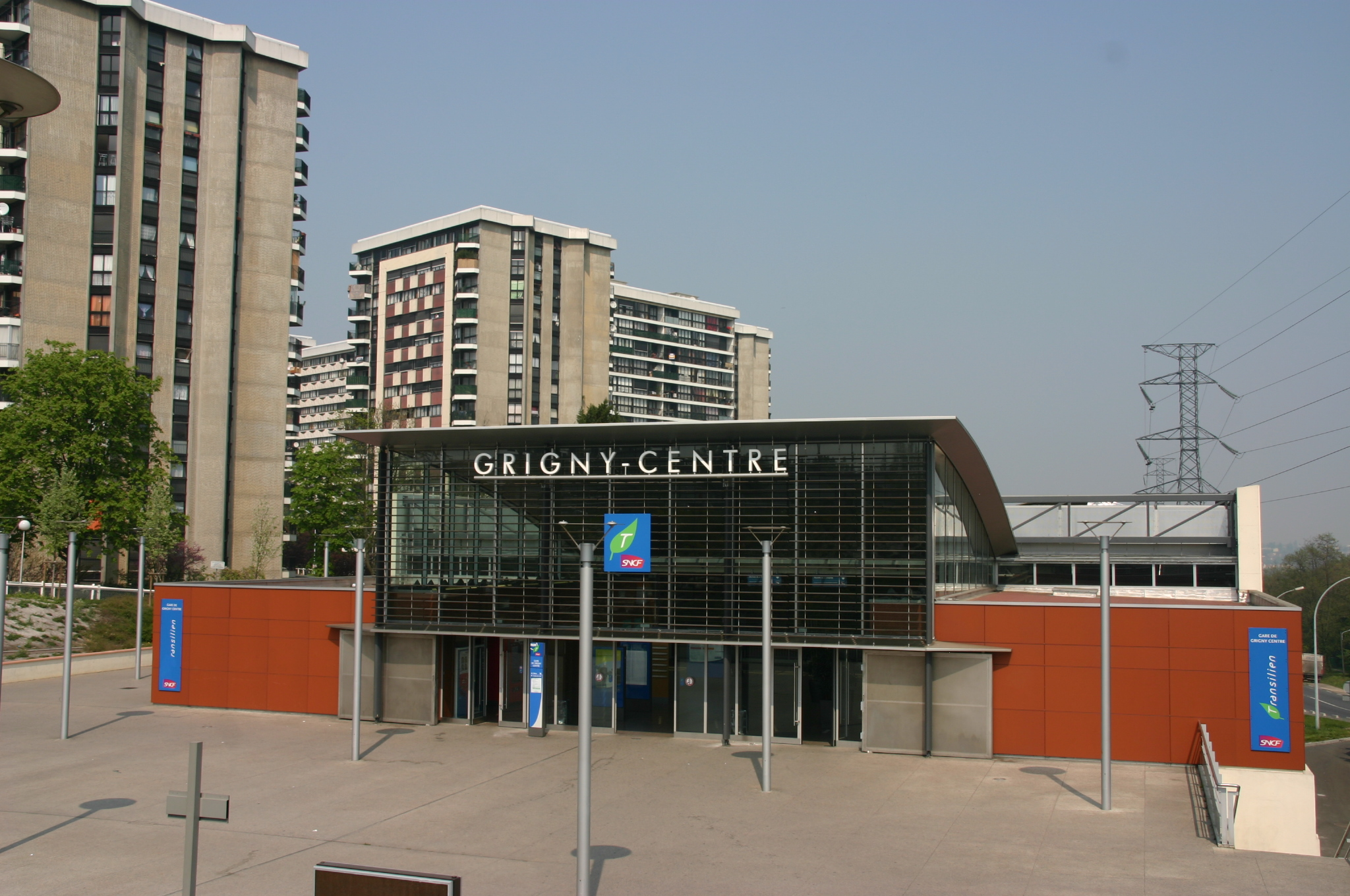
La gare de Grigny-Centre.

Le territoire de Grigny est traversé par de nombreux axes de communication, le premier d’entre eux est la Seine qui borde la frontière nord-est et permet un transport de marchandises grâce à la présence d’un port fluvial dans la commune voisine de Viry-Châtillon. Cette large vallée accueille en outre plusieurs infrastructures de transport. La plus proche est constituée par la ligne Villeneuve-Saint-Georges - Montargis et sa bifurcation la ligne Grigny - Corbeil-Essonnes qui débute à proximité de l’ancienne gare de Grigny-Val-de-Seine et dessert l’actuelle gare de Grigny-Centre. Ces deux voies ferrées sont aujourd’hui principalement empruntée par la ligne D du RER d'Île-de-France.
Deux axes routiers majeurs suivent aussi le cours du fleuve, le plus proche des berges, l’ancienne route nationale 7 prend tout simplement dans la commune l’appellation « Route Nationale ». Sur le coteau, l’autoroute A6 est directement accessible via un échangeur autoroutier. Ils sont reliés par la route départementale 310 qui constitue un boulevard urbain entre le quartier du lac, le centre-ville et la Grande Borne. Au nord, la route départementale 931 s’écarte de la RN 7 pour suivre les quais de Seine.
Diverses lignes d’autobus empruntent ce réseau routier, les lignes 402, 510, DM4 et DM22 du réseau de bus Évry Centre Essonne, la ligne DM8 du Réseau de bus Cœur d'Essonne et les lignes N135 et N139 du réseau Noctilien assurant la continuité de service nocturne du RER. Certaines de ces lignes permettent un accès direct à l’aéroport Paris-Orly situé à seulement huit kilomètres au nord, l’aéroport Paris-Charles-de-Gaulle est lui à quarante et un kilomètres au nord-est.

### Climat
Pour des articles plus généraux, voir Climat de l'Île-de-France et Climat de l'Essonne.
En 2010, le climat de la commune est de type climat océanique dégradé des plaines du Centre et du Nord, selon une étude du CNRS s'appuyant sur une série de données couvrant la période 1971-2000. En 2020, Météo-France publie une typologie des climats de la France métropolitaine dans laquelle la commune est exposée à un climat océanique altéré et est dans la région climatique Sud-ouest du bassin Parisien, caractérisée par une faible pluviométrie, notamment au printemps (120 à 150 mm) et un hiver froid (3,5 °C).
Pour la période 1971-2000, la température annuelle moyenne est de 11,7 °C, avec une amplitude thermique annuelle de 15,4 °C. Le cumul annuel moyen de précipitations est de 681 mm, avec 10,8 jours de précipitations en janvier et 7,8 jours en juillet. Pour la période 1991-2020, la température moyenne annuelle observée sur la station météorologique la plus proche, située sur la commune d'Épinay-sur-Orge à 5 km à vol d'oiseau, est de 11,5 °C et le cumul annuel moyen de précipitations est de 694,4 mm,. Pour l'avenir, les paramètres climatiques de la commune estimés pour 2050 selon différents scénarios d'émission de gaz à effet de serre sont consultables sur un site dédié publié par Météo-France en novembre 2022.
| Mois                                  | jan.             | fév.             | mars          | avril           | mai             | juin         | jui.           | août           | sep.            | oct.            | nov.             | déc.           | année      |
| ------------------------------------- | ---------------- | ---------------- | ------------- | --------------- | --------------- | ------------ | -------------- | -------------- | --------------- | --------------- | ---------------- | -------------- | ---------- |
| Température minimale moyenne (°C)     | 1,2              | 1,2              | 3,3           | 4,9             | 9,1             | 11,9         | 13,9           | 14,1           | 10,2            | 7,2             | 3,7              | 2,1            | 6,9        |
| Température moyenne (°C)              | 4,2              | 4,9              | 8,2           | 10,2            | 14,5            | 17,6         | 19,7           | 20,1           | 15,4            | 11,5            | 7,1              | 4,8            | 11,5       |
| Température maximale moyenne (°C)     | 7,2              | 8,8              | 13,1          | 15,6            | 20              | 23,2         | 25,5           | 26,2           | 20,7            | 15,8            | 10,5             | 7,5            | 16,2       |
| Record de froid (°C) date du record   | −17,5 17.01.1985 | −12,5 07.02.1991 | −8 08.03.1971 | −4 11.04.03     | −0,3 03.05.1967 | 1 04.06.1991 | 5,4 04.07.1984 | 4,5 31.08.1986 | 1,5 30.09.02    | −3,5 30.10.1985 | −10,5 24.11.1998 | −12 31.12.1970 | −17,5 1985 |
| Record de chaleur (°C) date du record | 17,2 30.01.1973  | 21 24.02.1990    | 26 29.03.1989 | 28,5 30.04.1994 | 30,5 13.05.1998 | 36 26.06.01  | 37 21.07.1995  | 40,5 12.08.03  | 32,8 05.09.1973 | 29,5 01.10.1985 | 24,5 15.11.1971  | 17 21.12.1973  | 40,5 2003  |
| Précipitations (mm)                   | 57,5             | 50,8             | 51,4          | 48,6            | 64,2            | 57,1         | 55,9           | 65             | 49,8            | 59,7            | 61,3             | 73,1           | 694,4      |

## Urbanisme

### Typologie
Au 1er janvier 2024, Grigny est catégorisée grand centre urbain, selon la nouvelle grille communale de densité à sept niveaux définie par l'Insee en 2022.
Elle appartient à l'unité urbaine de Paris, une agglomération inter-départementale regroupant 407  communes, dont elle est une commune de la banlieue,,. Par ailleurs la commune fait partie de l'aire d'attraction de Paris, dont elle est une commune du pôle principal,. Cette aire regroupe 1 929 communes,.

### Morphologie urbaine

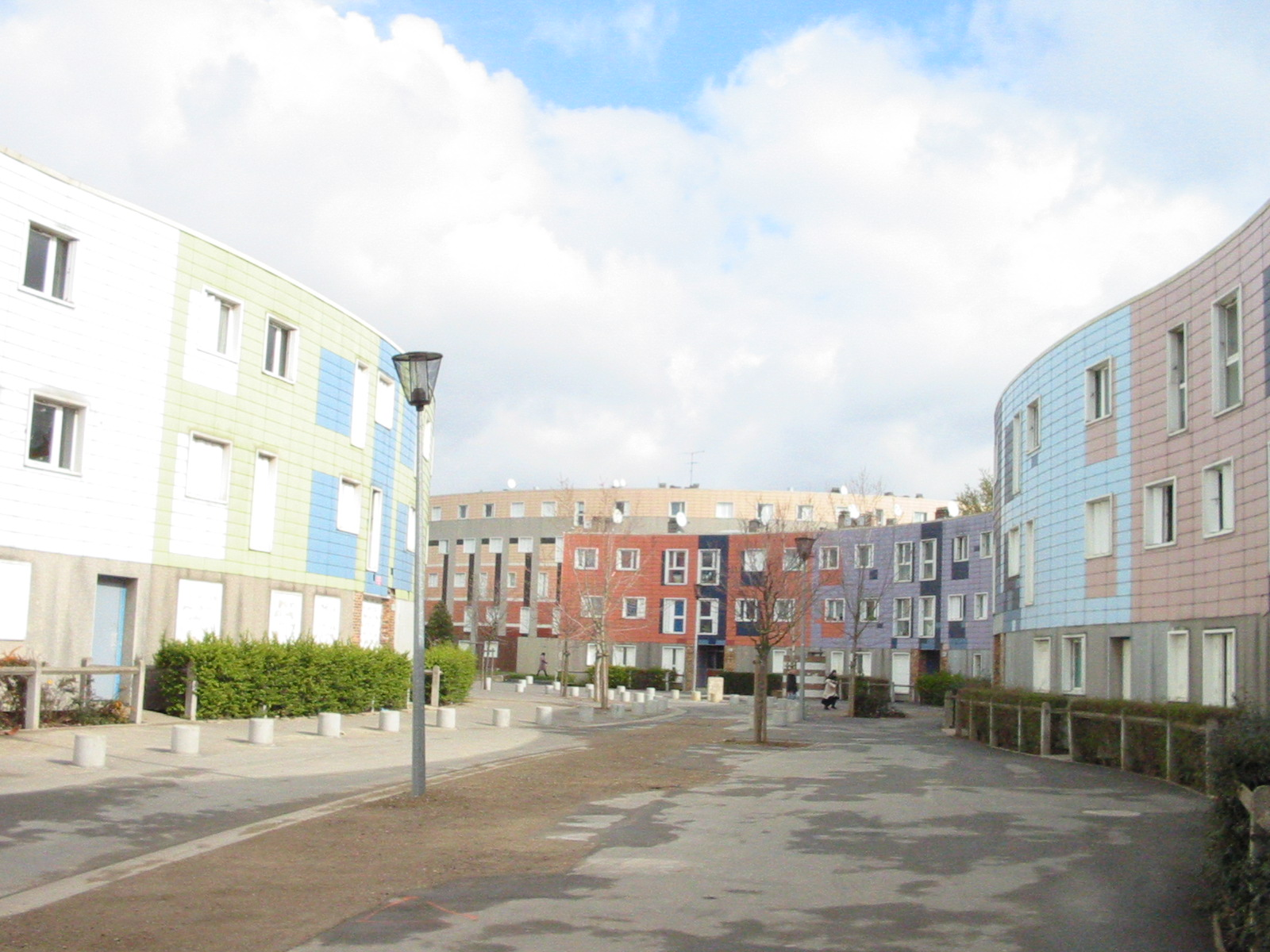
La rue du Labyrinthe à la Grande Borne.

La commune occupe un territoire de quatre cent quatre-vingt-sept hectares dont 53,50 % étaient urbanisés et construits en 2003 ne laissant qu’un peu moins d’un quart pour respectivement les espaces ruraux et urbains non construits, constitués de parcs et d’espaces boisés ou de prairie autour des lacs.
Plusieurs quartiers composent la cité, dont les grands ensembles sensibles de la Grande Borne et Grigny 2, le centre-ville ancien et le secteur pavillonnaire des Blancs Manteaux.
La cité ouvrière implantée en 1930 est le premier d'importants bouleversements, avec en 1954 la création d’un lotissement pour les troupes de l’OTAN, en 1960 le creusement de la tranchée de l’autoroute A6 puis entre 1967 et 1971, l’édification du vaste grand ensemble de La Grande Borne et de la deuxième plus grande copropriété d’Europe, Grigny 2.
Cette urbanisation presque exclusivement résidentielle, mal maîtrisée, oubliant la mixité sociale d’origine, multiplia par dix la population grignoise en dix ans et entraîna d’importantes difficultés sociales, sécuritaires et économiques, rappelées chaque année dans l’actualité de cette commune qui accueille la population à la fois la plus jeune et la plus pauvre du département.

### Lieux-dits, écarts et quartiers

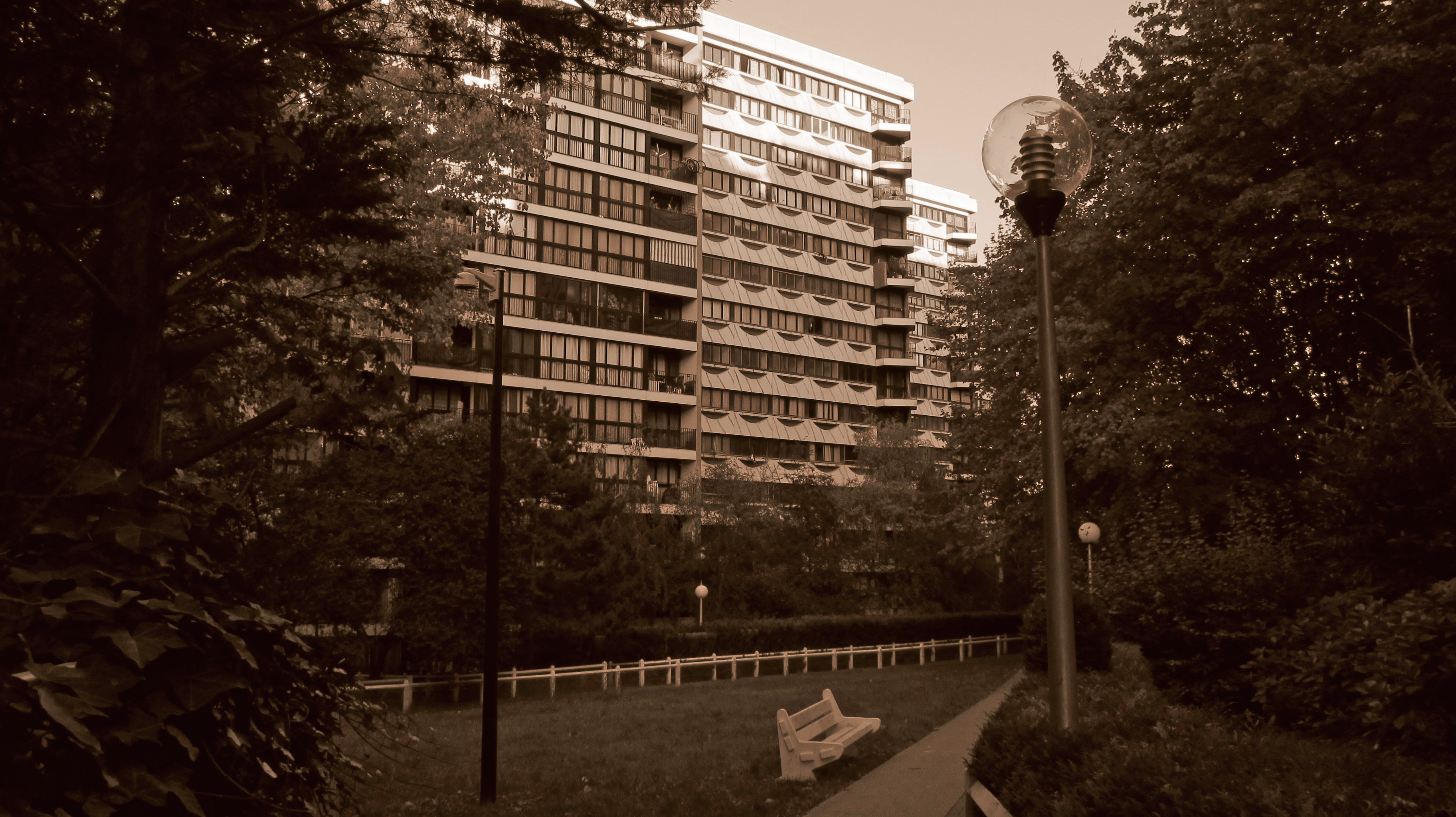
Grigny 2.

La commune de Grigny est composée de plusieurs quartiers. À l’extrême nord, coincé entre la Seine et la route nationale se trouve la vaste zone industrielle des Noues de Seine. Sur la rive gauche des lacs se trouvent le quartier pavillonnaire des Blancs Manteaux et ce qui était autrefois le château de l’Arbalète et aujourd’hui une résidence privée, le coteau est occupé dans sa partie nord par le centre-ville historique, communément appelé le « Village », complété à proximité de la gare par le grand ensemble des Tuileries. Entre l’autoroute A6 et la RD 310 a été aménagé un autre grand ensemble baptisé Grigny 2. Au-delà de l’autoroute, le tiers sud de la commune est composé du triangle de La Grande Borne, partagé avec la commune voisine de Viry-Châtillon, la zone d'activité des Radars et l’ensemble de petit habitat collectif Les Patios. Parmi ces lieux de vie, plusieurs rencontrent des difficultés socioéconomiques conduisant au classement de La Grande Borne et de Grigny 2 comme quartier prioritaire,, la Grande Borne conjuguant ce statut avec celui de zone franche urbaine partagé avec le Village. L’Insee découpe la commune en neuf îlots regroupés pour l'information statistique soit la Plaine Basse, le Village, trois îlots pour Grigny 2, Grigny 2-Square Surcouf et trois îlots pour la Grande Borne.

### Occupation des sols simplifiée
Le territoire de la commune se compose en 2017 de 22,26 % d'espaces agricoles, forestiers et naturels, 19,07  % d'espaces ouverts artificialisés et 58,66 % d'espaces construits artificialisés

### Habitat
| Logements                                        | Nombre en 2016 | % en 2016 | nombre en 2011 | % en 2011 |
| ------------------------------------------------ | -------------- | --------- | -------------- | --------- |
| Total                                            | 9 941          | 100 %     | 9 817          | 100 %     |
| Résidences principales                           | 9 091          | 91,4 %    | 8 939          | 91,1 %    |
| → Dont HLM                                       | 3 629          | 39,9 %    | 3 515          | 39,3 %    |
| Résidences secondaires et logements occasionnels | 14             | 0,1 %     | 38             | 0,4 %     |
| Logements vacants                                | 836            | 8,4 %     | 840            | 8,6* %    |
| Dont :                                           |                |           |                |           |
| → maisons                                        | 1 100          | 11,1 %    | 1 111          | 11,3 %    |
| → appartements                                   | 8 760          | 88,1 %    | 8 626          | 87,8 %    |

Le pourcentage de logements sociaux dépasse significativement le minimum légal fixé par la loi relative à la solidarité et au renouvellement urbains (Loi SRU). ll faut néanmoins attendre six ans en moyenne pour obtenir un logement social tant la pauvreté est répandue.

## Toponymie
Le nom de la localité est attesté sous le blason des seigneurs locaux sous la forme Grigniacum. Le lieu est encore mentionné sous la forme Grignacum dans un manuscrit du XIIe siècle et, au XIIIe siècle, dans le cartulaire du roi Philippe II.
Grigny peut être formé sur le mot d'origine germanique grigner « faire des plis, des fronces » d'où grigne « ridé » qui pourrait, ici, désigner une inégalité de terrain, suivi du suffixe -acum, cependant la forme initiale de l'ancien français est greigner, graingnier et il signifie à l'origine « grincer des dents, grommeler » et serait issu d'un hypothétique terme francique *grînan « faire la moue ». Cela ne convient guère ici, ni pour la forme, ni pour le sens.
La plupart des toponymistes voient dans le premier élément un nom de personne, soit Grinius, anthroponyme de type latin ou germanique, suivi du suffixe gaulois de localisation et de propriété -acum. Le suffixe -acum fait souvent référence à une villa  « domaine rural » .
En 1793, la commune fut créée avec l’orthographe actuelle de son nom.

## Histoire

### Les origines
Un poignard en bronze, une hache plate en cuivre et un poinçon en os remontés en 1869 au cours d’un dragage de la Seine attestent d’une présence humaine sur le lieu depuis l’âge du bronze. Des objets découverts dans les carrières de sable en 1919 remontaient à l’âge de la pierre certifiant d’autant plus l’occupation humaine depuis ces temps reculés. En 1969, des fouilles préventives organisées avant la construction de la gare de Grigny - Centre mirent au jour les restes d’une villa rustica gallo-romaine avec la présence d’un mur d’enceinte de vingt mètres de long, de poteries et d’objets métalliques de la vie courante datés du IIe et IVe siècles.

### Du village agricole aux carrières

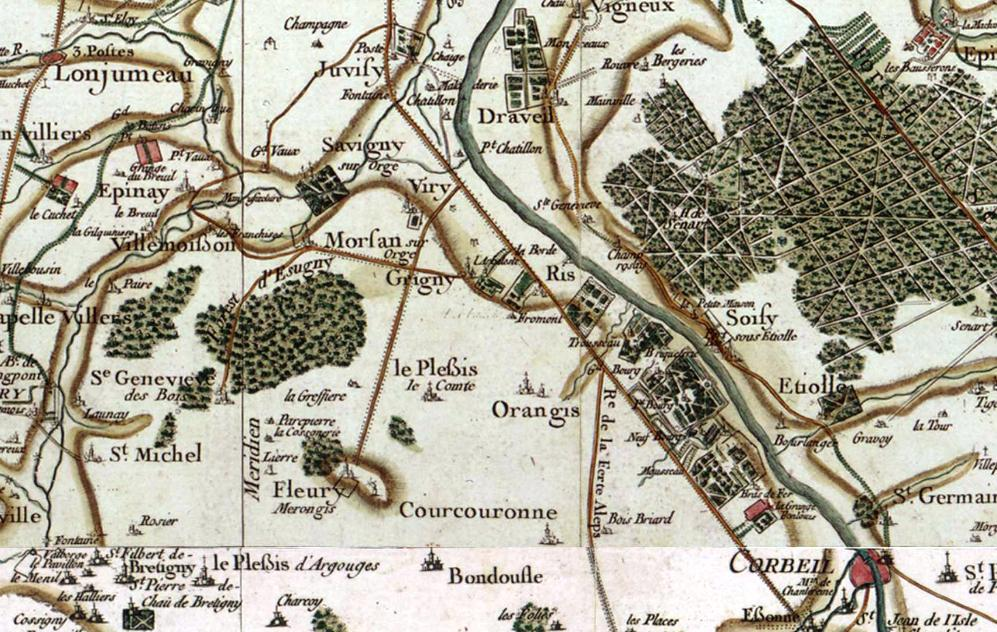
Carte de la région de Grigny au XVIIe siècle par Cassini.

Une nécropole pré-mérovingienne fut découverte en 1937 sur le territoire de la commune avec trente-sept sépultures mises au jour. Une seconde campagne en 1948 permit de retrouver quarante-deux tombes supplémentaires du IVe siècle. Au XIIIe siècle fut érigée la cure de Grigny autour de la première église du XIIe siècle.
En 1534 fut béni le cimetière qui entoure l’église. En 1552, Guy III de l’Arbalète, seigneur de Corbeil entama la construction d’une résidence de campagne à Grigny. De mars 1599 à janvier 1600 peu après la signature de l’édit de Nantes, le seigneur de Grigny accueillit les protestants de l’Église réformée de Paris et leur permit de pratiquer leur culte dans le château seigneurial.
En 1653, le couvent Saint-Lazare de Paris reçut en donation les terrains de la propriété Saint-Antoine. En 1670, l’église fut agrandie d’une sacristie. En 1685, Isaac Bigot de Morogue acheta la propriété.
Entre 1723 et 1753, le procureur général au Parlement de Paris et seigneur de Grigny Guillaume François Joly de Fleury fit édifier la Ferme Neuve. En 1753 fut aussi construit le château des Aiglons. En 1747 fut édifiée la demeure Saint-Antoine. En 1726 et 1752 fut restaurée l’église paroissiale. Le 14 avril 1789 se réunit dans l’église l’assemblée des habitants en vue des États généraux. Le 16 brumaire an II fut prononcée l’abdication volontaire du curé de Grigny.
En 1821, la Ferme Neuve fut vendue à l’épouse du duc de Raguse, en 1856, elle revint à la comtesse de Rigny et en 1861 à la marquise de Talhouët-Roy. En 1855 fut construite la première mairie-école. En 1873 fut édifié le lavoir municipal. En 1897 fut entreprise la construction de l’aqueduc de la Vanne et du Loing qui traversait alors les champs. En 1890, l’entreprise Piketty entama l’extraction de meulière et de sable sur le plateau et dans ce qui deviendrait plus tard le lac de Viry-Châtillon.
À la fin du XIXe siècle et au début du XXe siècle, le village de Grigny, à l’écart des grands axes de la Seine, de la voie ferrée et de la route nationale 7, était consacré à l’agriculture céréalière et à l’extraction de meulière et de sable à destination de la capitale, pour les grands travaux qui y sont menés (métro, égouts, Grands Boulevards, etc.). Relativement proche et accessible, il se développa aussi à Grigny un tourisme de week-end, de petits pavillons accueillant les Parisiens aux beaux jours.
En août 1914, les nombreux ouvriers italiens de Grigny se voient proposer leur rapatriement au pays avant le début du conflit.
Dans les années 1930, la compagnie d’extraction Piketty réalisa la première cité ouvrière de la commune pour loger les carriers. L’extraction prit fin en 1950 mais les nouveaux habitants restèrent. En 1931 fut édifié le groupe scolaire Gabriel-Péri, complété d’une mairie, d’une salle des fêtes et de douches municipales. Durant la Seconde Guerre mondiale, la propriété Saint-Antoine servit de logement à l’état-major de l’armée allemande.

### La révolution urbanistique
Jusqu’en 1954, l’US Air Force occupant les terrains d’aviation de l’aéroport Paris-Orly, il fut commandé par l’OTAN à la société Thinet une cité résidentielle aux Blancs Manteaux, apte à accueillir les pilotes et leurs familles qui y vécurent entre 1955 et 1966. En 1961 s’installa aux Aiglons une école professionnelle de mécaniciens aéronautiques. À partir de 1962, les militaires se retirant progressivement, les rapatriés d’Algérie emménagèrent en nombre dans ces logements modernes. Entre 1961 et 1963 furent entreprises les premières études de faisabilité d’un nouveau quartier résidentiel commun à Grigny et Viry-Châtillon.
À partir d’octobre 1967 commença l’édification de ce qui s’appelleraient la Grande Borne et les Patios, une nouvelle ville dans la ville, comportant 3 981 logements sur quatre-vingt-dix hectares de plateau en bordure de l’autoroute A6 inaugurée en 1960. La conception et la réalisation furent confiées à l’architecte Émile Aillaud (qui en dessina les plans) et les travaux à Francis Bouygues.
À partir de 1969 fut entreprise la création du second grand ensemble de la commune, Grigny 2, deuxième plus grande copropriété de France après Parly 2, équipée d’un centre commercial et d’une gare financée par le promoteur et destinée à une population de cadres.
Le quartier de la Grande Borne fut achevé en 1971. Dès lors les difficultés sociales commencèrent, comme en témoigne le docu-fiction intitulé Le père Noël est en prison de Pierre Gautherin diffusée le 25 décembre 1971 sur l’ORTF, tourné à La Grande Borne et les premières critiques intervinrent comme lors du documentaire La France défigurée diffusé le 10 décembre 1972. En 1974 fut édifiée la nouvelle mairie.
Concentration de population en difficultés sociales, ces quartiers faisaient régulièrement la une de l’actualité, comme lors d’émeutes urbaines en avril 1993,, novembre 1995, novembre 1999, septembre 2000 et septembre 2001 ou lors des émeutes de novembre 2005,,. À ces difficultés sociales s’ajoutaient des problèmes économiques avec l’impossibilité pour la municipalité de boucler son budget en 1998, 2004, 2006 et 2009 totalisant cette année-là une dette cumulée de 15,5 millions d’euros obligeant les services de la préfecture à imposer pour 2010 une hausse importante des impôts locaux.
Pour résorber ces difficultés, en 2000, la commune bénéficia d’un « Grand projet de ville » (GPV), en 2001 d’un classement en Zone de redynamisation urbaine (ZRU) et en zone urbaine sensible, devenue quartier prioritaire (ZUS).
En juin 2002, la commune fut dotée d’un commissariat de Police. En 2004, la gare de Grigny - Centre fut entièrement rénovée. En 2007, elle obtint la signature d’une convention avec l’Agence nationale pour la rénovation urbaine (ANRU) pour les quartiers de la Grande Borne et Grigny 2 courant jusqu’en 2011.

## Politique et administration

### Rattachements administratifs et électoraux
Antérieurement à la loi du 10 juillet 1964, la commune faisait partie du département de Seine-et-Oise. La réorganisation de la région parisienne en 1964 fit que la commune appartient désormais au département de l'Essonne et à son arrondissement d'Évry après un transfert administratif effectif au 1er janvier 1968.
Pour l'élection des députés, elle fait partie de la dixième circonscription de l'Essonne.
Elle faisait partie de 1801 à 1964 du canton de Longjumeau, année où elle intègre le canton de Juvisy-sur-Orge du département deSeine-et-Oise. Lors de la mise en place des Yvelines, elle est rattachée en 1967 au canton de Viry-Châtillon puis, en 1975, au canton de Morsang-sur-Orge avant de devenir, en 1985, le chef-lieu du canton de Grigny. Dans le cadre du redécoupage cantonal de 2014 en France, Grigny intègre un nouveau canton de Viry-Châtillon.
L’organisation juridictionnelle rattache les justiciables de Grigny au tribunal d’instance de Juvisy-sur-Orge et aux tribunaux de grande instance, de commerce et conseil de prud’hommes d’Évry, tous rattachés à la cour d'appel de Paris.

### Intercommunalité
Grigny était membre de la communauté d'agglomération Les Lacs de l'Essonne, créée fin 2003. Celle-ci est dissoute le 1er janvier 2016, et la ville intègre alors la Communauté d'agglomération Grand Paris Sud Seine-Essonne-Sénart, constituée dans le cadre de la mise en œuvre de la loi MAPAM du 27 janvier 2014, qui prévoit la généralisation de l'intercommunalité à l'ensemble des communes et la création d'intercommunalités de taille importante en grande couronne parisienne, afin de pouvoir structurer l'agglomération  parisienne dans le cadre de la création concomitante de la métropole du Grand Paris.

### Tendances et résultats politiques
Commune dite « populaire » dirigée depuis 1935 par le Parti communiste français, Grigny passe pour être un bastion de la gauche.
De fait, presque tous les scrutins locaux ou nationaux y ont été remportés par les candidats de gauche avec des scores souvent élevés. Ainsi en 2001, le maire PCF Claude Vazquez fut réélu avec plus de 66 % des suffrages ; en outre seul candidat aux élections cantonales en 2004, il obtint, de fait, un score de 100 % des voix. Le député sortant socialiste Julien Dray obtenait 60,52 % des voix, en 2002 alors que le candidat du Parti socialiste aux élections régionales de 2004, Jean-Paul Huchon, obtint quant à lui un de ses plus hauts scores avec 65,35 % des voix, loin devant le candidat de l’UMP, Jean-François Copé, qui n’atteignait, pour sa part, que 21,76 % des suffrages exprimés.
Cependant, cette tendance au vote à gauche et à l’extrême gauche tend aussi à dévier vers le vote d’extrême droite comme en 2002 où le candidat du Front national Jean-Marie Le Pen recueillit dès le premier tour 17,63 % des voix en seconde position et ne subit guère d’érosion au second tour. Cette deuxième place du Front national se renouvela en 2004 lors des élections européennes où la candidate Marine Le Pen arriva en seconde position avec 13,04 % des voix derrière le candidat socialiste Harlem Désir. En 2007, la gauche fit ici à nouveau des scores importants, Ségolène Royal obtenant 64,60 % des voix loin devant le candidat Nicolas Sarkozy quelques semaines avant que Julien Dray n'améliore son score à 63,63 % lors des élections législatives. En 2008, lors des élections municipales, ce sont deux candidats de gauche qui arrivèrent en tête malgré la présence de deux listes de droite maintenues au second tour. En 2009, la « vague bleue » des élections européennes officia aussi à Grigny puisque c’est le candidat de l’UMP Michel Barnier qui arriva en tête, sept points devant le candidat d’Europe Écologie Daniel Cohn-Bendit. Les Grignois passent aussi pour être des eurosceptiques puisqu’en 1992 ils avaient rejetés le traité de Maastricht à 54,44 % et en 2005 ils ont rejeté le traité de Rome II à 63,99 %.
Les élections présidentielles suivantes confirment les bons scores de la gauche radicale dans la commune. Jean-Luc Mélenchon y obtient 42,28 % des suffrages au premier tour de la présidentielle de 2017 (Emmanuel Macron y obtient 78,29 % au second), puis 56,76 % au premier tour de la présidentielle de 2017 (Emmanuel Macron y obtient 70,76 % au second). Les partis écologistes y sont relativement faibles : Europe Écologie obtient 2,21 % aux Européennes de 2024 et 6,76 % à celles de 2019, et Yannick Jadot y obtient 1,40 % au premier tour de la présidentielle de 2022. Si l'extrême droite y est plus faible qu'au niveau national, son score n'y est pas complètement négligeable : en 2022, alors que Marine Le Pen y fait 11,16 % (741 voix) et que Éric Zemmour y obtient 2,71 % (180 voix) au premier tour, la candidate double nettement son score au second tour, avec 1528 votes et 29,24 % des suffrages exprimés. La droite de gouvernement y reste plus faible qu'au niveau national : en 2022, Valérie Pécresse obtient 2,44 % des suffrages au premier tour et François Fillon y fait 8,61 % au premier tour de 2017.
Élections présidentielles, résultats des deuxièmes tours
- Élection présidentielle de 2002 : 82,91 % pour Jacques Chirac (RPR), 17,09 % pour Jean-Marie Le Pen (FN), 73,41 % de participation[67].
- Élection présidentielle de 2007 : 64,60 % pour Ségolène Royal (PS), 35,40 % pour Nicolas Sarkozy (UMP), 79,96 % de participation[68].
- Élection présidentielle de 2012 : 74,09 % pour François Hollande (PS), 25,91 % pour Nicolas Sarkozy (UMP), 71,87 % de participation[69].
- Élection présidentielle de 2017 : 78,29 % pour Emmanuel Macron (LREM), 21,71 % pour Marine Le Pen (FN), 60,87 % de participation.

Élections législatives, résultats des deuxièmes tours
- Élections législatives de 2002 : 60,52 % pour Julien Dray (PS), 39,48 % pour Francis Decoux (UMP), 48,84 % de participation[70].
- Élections législatives de 2007 : 63,63 % pour Julien Dray (PS), 36,37 % pour Laurence Gaudin (UMP), 48,08 % de participation[71].
- Élections législatives de 2012 : 70,56 % pour Malek Boutih (PS), 29,44 % pour Marianne Duranton (PR), 38,37 % de participation[72].
- Élections législatives de 2017 : 52,90 % pour Pierre-Alain Raphan (LREM), 47,10 % pour Charlotte Girard (FI), 25,36 % de participation.

Élections européennes, résultats des deux meilleurs scores
- Élections européennes de 2004 : 28,69 % pour Harlem Désir (PS), 13,04 % pour Marine Le Pen (FN), 30,79 % de participation[73].
- Élections européennes de 2009 : 26,21 % pour Michel Barnier (UMP), 19,35 % pour Daniel Cohn-Bendit (Europe Écologie), 42,20 % de participation[74].
- Élections européennes de 2014 : 31,99 % pour Patrick Le Hyaric (FG), 19,04 % pour Aymeric Chauprade (FN), 26,05 % de participation[75].
- Élections européennes de 2019 : 20,61 % pour Ian Brossat (PCF), 17,14 % pour Jordan Bardella (RN), 32,29 % de participation.

Élections régionales, résultats des deux meilleurs scores
- Élections régionales de 2004 : 65,35 % pour Jean-Paul Huchon (PS), 21,76 % pour Jean-François Copé (UMP), 54,19 % de participation[76].
- Élections régionales de 2010 : 74,19 % pour Jean-Paul Huchon (PS), 25,81 % pour Valérie Pécresse (UMP), 32,26 % de participation[77].
- Élections régionales de 2015 : 59,69 % pour Claude Bartolone (PS), 25,34 % pour Valérie Pécresse (LR), 39,06 % de participation[78].
- Élections régionales de 2021 : 52,09 % pour Julien Bayou (EELV), 29,84 % pour Valérie Pécresse (SL), 19,99 % de participation[79].

Élections cantonales et départementales, résultats des deuxièmes tours
- Élections cantonales de 2004 : 100 % pour Claude Vazquez (PCF), 53,64 % de participation[80].
- Élections cantonales de 2011 : 100 % pour Claude Vazquez (PCF), 25,91 % de participation[81].
- Élections départementales de 2015 : 65,66 % pour Paul Da Silva (DVG) et Yveline Le Briand (PCF), 34,34 % pour Jérôme Bérenger (UMP) et Sylvie Gibert (MoDem), 34,57 % de participation[82].
- Élections départementales de 2021 : 61,69 % pour Sara Ghenaïm (PCF) et Aurélien Peroumal (FI), 38,31 % pour Jérôme Bérenger (LR) et Sylvie Gibert (MoDem), 20,01 % de participation[83].

Élections municipales, résultats des premiers tours
- Élections municipales de 2014 : 51,25 % pour Philippe Rio (UG), 18,01 % pour Jean-Paul Willaume (UMP), 17,67 % pour Sidi Bendiab (DVG), 13,05 % pour Kouider Oukbi (DVD)[84].
- Élections municipales de 2020 : 50,33 % pour Philippe Rio (PCF), 20,15 % pour Kouider Oukbi (Divers), 11,55 % pour Sylvie Gibert (Divers), 11,02 % pour Neal Saunier (Divers)[85].

Référendums
- Référendum de 2000 relatif au quinquennat présidentiel : 77,26 % pour le Oui, 22,74 % pour le Non, 22,86 % de participation[86].
- Référendum de 2005 relatif au traité établissant une Constitution pour l’Europe : 63,99 % pour le Non, 36,01 % pour le Oui, 57,71 % de participation[87].

### Politique locale
Le conseil municipal est composé de trente-cinq élus.

### Liste des maires

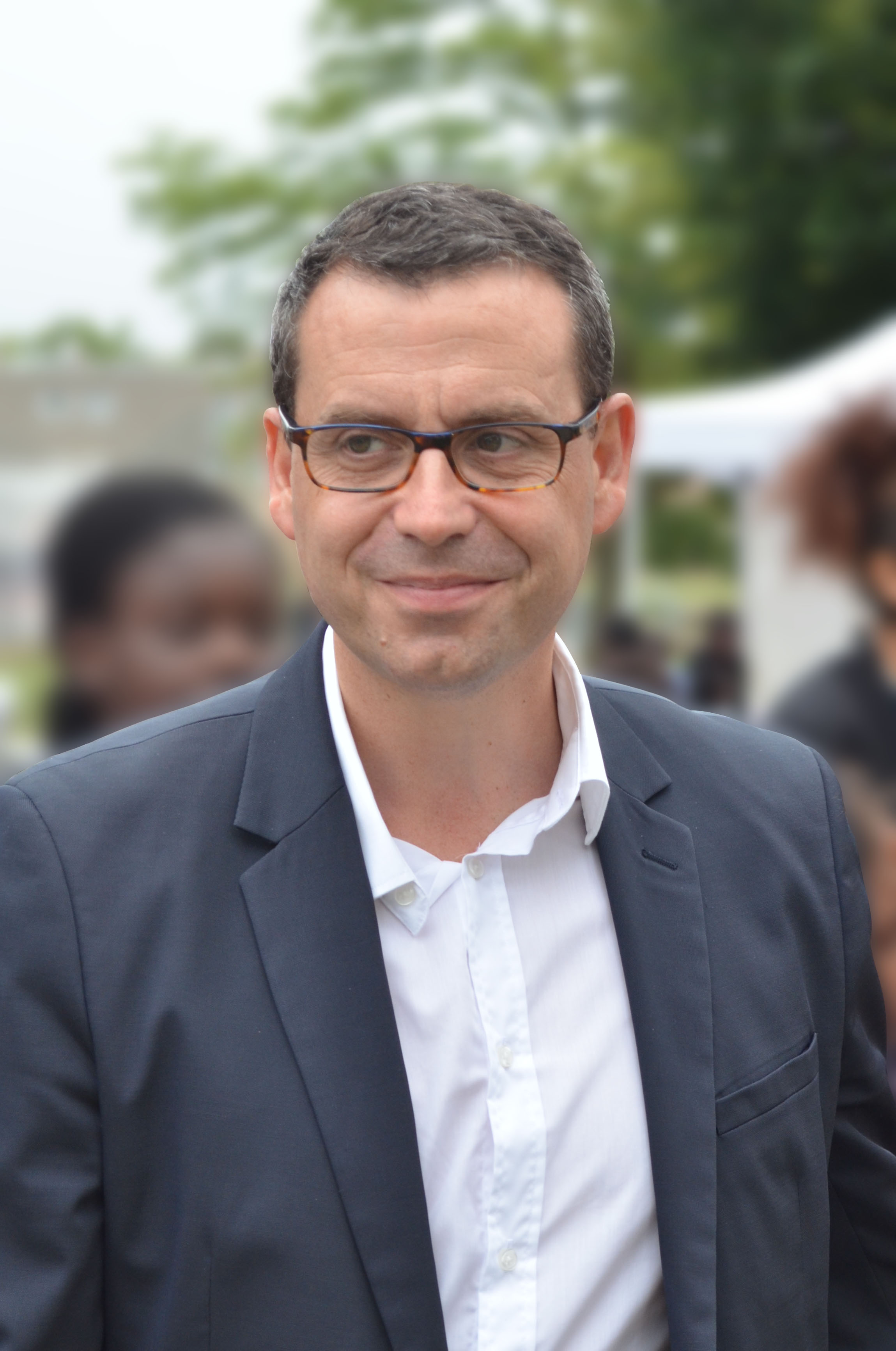
Philippe Rio, maire de Grigny.

| Période                                  | Période                   | Identité                 | Étiquette | Qualité |
| ---------------------------------------- | ------------------------- | ------------------------ | --------- | --- |
| Les données manquantes sont à compléter. |                           |                          |           | |
| 1925                                     | 1944                      | René Piketty (1888-1965) |           | Industriel Nommé conseiller départemental en 1943 Nommé membre de la Commission administrative départementale de Seine-et-Oise en 1941 par le Gouvernement de Vichy |
| Les données manquantes sont à compléter. |                           |                          |           | |
| 1945                                     | 1974                      | Jean Miaud               | PCF       | Ouvrier métallurgiste |
| 1974                                     | 1987 (démission)          | André Rodriguez          | PCF       | Ouvrier en bâtiment Conseiller général de Grigny (1985 → 1992) Secrétaire départemental du PCF                                                                      |
| 1987                                     | février 2012 (démission)  | Claude Vazquez           | PCF       | Cadre du secteur socio-culturel Conseiller général de Grigny (1992 → 2015) Vice-président de la CA Les Lacs de l'Essonne [Quand ?]                                  |
| février 2012                             | En cours (au 27 mai 2020) | Philippe Rio             | PCF       | Vice-président de la CA Grand Paris Sud (2016 → ) Réélu pour le mandat 2014-2020 Réélu pour le mandat 2020-2026,                                                    |

### Distinctions et labels
En 2010, la commune a reçu le label « Ville Internet @@@ », récompense confirmée en 2011.
Philippe Rio, maire de Grigny, est élu en 2021 « meilleur maire du monde » par la City Mayors Foundation, une organisation à but non lucratif britannique qui remet cette distinction tous les deux ans. Celle-ci motive son choix par le fait que le maire de Grigny « a développé une vision positive mais pragmatique dans son combat contre la pauvreté et l’exclusion sociale ».

### Jumelages et coopération
À ce jour-ci il n'y a pas de jumelages. Cependant, la ville de Grigny adhère depuis 2007 l’Association Française des Communes, Départements et Régions pour la Paix (AFCDRP).

## Population et société

### Démographie

#### Évolution démographique
L'évolution du nombre d'habitants est connue à travers les recensements de la population effectués dans la commune depuis 1793. Pour les communes de plus de 10 000 habitants les recensements ont lieu chaque année à la suite d'une enquête par sondage auprès d'un échantillon d'adresses représentant 8 % de leurs logements, contrairement aux autres communes qui ont un recensement réel tous les cinq ans,.

En 2022, la commune comptait 26 500 habitants, en évolution de −8,49 % par rapport à 2016 (Essonne : +2,89 %, France hors Mayotte : +2,11 %).
| 1793 | 1800 | 1806 | 1821 | 1831 | 1836 | 1841 | 1846 | 1851 |
| ---- | ---- | ---- | ---- | ---- | ---- | ---- | ---- | ---- |
| 370  | 527  | 528  | 449  | 457  | 443  | 450  | 458  | 458  |

| 1856 | 1861 | 1866 | 1872 | 1876 | 1881 | 1886 | 1891 | 1896 |
| ---- | ---- | ---- | ---- | ---- | ---- | ---- | ---- | ---- |
| 470  | 515  | 491  | 488  | 492  | 504  | 537  | 583  | 580  |

| 1901 | 1906 | 1911 | 1921 | 1926  | 1931  | 1936  | 1946  | 1954  |
| ---- | ---- | ---- | ---- | ----- | ----- | ----- | ----- | ----- |
| 704  | 776  | 797  | 835  | 1 080 | 1 305 | 1 042 | 1 007 | 1 132 |

| 1962  | 1968  | 1975   | 1982   | 1990   | 1999   | 2006   | 2011   | 2016   |
| ----- | ----- | ------ | ------ | ------ | ------ | ------ | ------ | ------ |
| 1 719 | 2 938 | 25 653 | 26 180 | 24 920 | 24 512 | 25 981 | 27 179 | 28 958 |

| 2021   | 2022   | - | - | - | - | - | - | - |
| ------ | ------ | - | - | - | - | - | - | - |
| 27 257 | 26 500 | - | - | - | - | - | - | - |

Lors du premier recensement des personnes intervenu en 1793, Grigny était un petit village de trois cent soixante-dix habitants. Il conserva longtemps cette caractéristique, évoluant de façon chaotique entre quatre cents et six cents habitants jusqu’au début du XXe siècle où une progression relativement continue mais contenue s’enclencha, passant d’un peu plus de sept cents résidents en 1901 à mille sept cent dix-neuf en 1962, avec une légère baisse durant les années 1930 et 1940.
À partir de la deuxième moitié des années 1960, la forte poussée démographique francilienne concerna aussi Grigny qui passa en 1968 à deux mille neuf trente-huit habitants, près du double du chiffre relevé six ans auparavant. Les années 1970 entraînèrent littéralement une explosion démographique avec l’édification de nombreux grands ensembles, la population fut quasiment multipliée par dix en l’espace de sept ans, atteignant vingt-cinq mille six cent cinquante-trois Grignois. La progression se poursuivit pour atteindre vingt-six mille cent quatre-vingt personnes avant de connaître une première baisse continue entre 1982 et 2006 pour retrouver le niveau de 1975, puis en 2007 le niveau de 1982 avec vingt-six mille six cent trente-sept habitants.
Néanmoins, en 2013, Philippe Rio, le maire de 2013, redemande de nouveaux comptes de la population : selon les calculs de la mairie de Grigny, près de 650 enfants sont "invisibles" et non pris en compte par l'INSEE pour diverses raisons (par exemple des parents vivant chez des amis, etc.) mais bel et bien domiciliés et scolarisés à Grigny. La mairie estime qu'il y a un manque à gagner de près de deux millions d'euros annuels. Par ailleurs, cette affaire révèle d'autres problèmes du décompte de la population générale grignoise, adultes et enfants compris
L’immigration compte pour une part relativement importante dans cette croissance démographique puisque 23,5 % de la population était étrangère en 1999, avec une répartition de 3,2 % de Turcs, 3,0 % d’Algériens, de Marocains et de Portugais, 1,1 % de Tunisiens, et 0,3 % d’Espagnols et d’Italiens de la population totale.
En 2005, 71 % des jeunes de moins de dix-huit ans étaient d’origine étrangère (au moins un parent immigré) avec une majorité des jeunes d’origine maghrébine, subsaharienne ou turque ; 31 % des jeunes étaient d’origine subsaharienne, soit trois fois plus qu’en 1990,,.

#### Pyramide des âges
La population de la commune est relativement jeune.
En 2018, le taux de personnes d'un âge inférieur à 30 ans s'élève à 50,4 %, soit au-dessus de la moyenne départementale (39,9 %). À l'inverse, le taux de personnes d'âge supérieur à 60 ans est de 12,3 % la même année, alors qu'il est de 20,1 % au niveau départemental.
En 2018, la commune comptait 13 951 hommes pour 14 314 femmes, soit un taux de 50,64 % de femmes, légèrement inférieur au taux départemental (51,02 %).
Les pyramides des âges de la commune et du département s'établissent comme suit.
| Hommes | Classe d’âge | Femmes |
| ------ | ------------ | ------ |
| 0,1    | 90 ou +      | 0,5    |
| 2,9    | 75-89 ans    | 3,1    |
| 8,7    | 60-74 ans    | 9,3    |
| 18,5   | 45-59 ans    | 16,9   |
| 19,4   | 30-44 ans    | 19,9   |
| 22,6   | 15-29 ans    | 21,5   |
| 27,8   | 0-14 ans     | 28,8   |

| Hommes | Classe d’âge | Femmes |
| ------ | ------------ | ------ |
| 0,5    | 90 ou +      | 1,4    |
| 5,4    | 75-89 ans    | 7,2    |
| 12,9   | 60-74 ans    | 13,9   |
| 20     | 45-59 ans    | 19,4   |
| 19,9   | 30-44 ans    | 20,1   |
| 20     | 15-29 ans    | 18,2   |
| 21,3   | 0-14 ans     | 19,8   |

### Enseignement

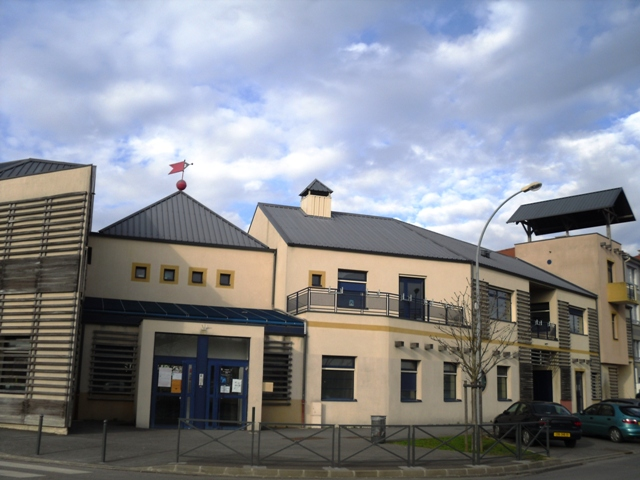
La maison de la Petite enfance.

Les élèves de Grigny sont rattachés à l’académie de Versailles.
La commune dispose en 2010 des écoles maternelles Dulcie-September, les Tilleuls, le Minotaure, le Chat botté, la Licorne, Pégase, Cendrillon, Le Petit Chaperon rouge, La Belle au bois dormant, La Petite Sirène et Angela-Davis, des écoles élémentaires Gabriel-Péri, l’Autruche, Jean-Perrin, le Renne, Elsa-Triolet, Gérard-Philipe et des écoles primaires Le Buffle, le Bélier et Jean-Moulin.
Toujours en 2010, la commune accueille aussi les collèges Jean-Vilar, Pablo-Neruda et Sonia-Delaunay.
La poursuite des études se fait ensuite aux lycées de Morsang-sur-Orge ou Savigny-sur-Orge.
La commune dispose également en 2010 d’une mission locale d’information et d’orientation.
En dehors des périodes scolaires, les enfants sont accueillis dans les centre de loisirs Rez-de-Jardin, Chat Botté et Centaure pour les jeunes enfants et à la maison des enfants et de la nature pour les plus âgés. La commune a mis en place une maison de la petite enfance combinant au même endroit une crèche familiale, collective et une halte-garderie, elle est complétée par deux structures décentralisées dans les quartiers de la Grande Borne et Grigny 2.

### Santé
La commune accueille sur son territoire[Quand ?] l’établissement d'hébergement pour personnes âgées dépendantes du Bois Joli et le foyer des Cités-Jardins.

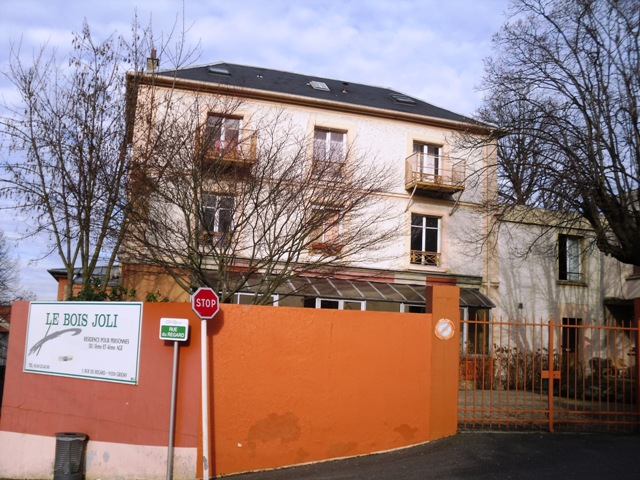
La maison de retraite du Bois Joli.

En 2013, trois centres de la protection maternelle et infantile sont implantés en centre-ville, à Grigny 2 et à la Grande Borne, complétés par un centre de planification familiale.
La municipalité a suscité en 2019 la création d'un centre de santé Ambroise-Croizat situé dans le quartier de la Grande Borne, qui comptera, sur 550 m2, trois médecins généralistes, autant de chirurgiens-dentistes, deux gynécologues, un pédiatre, un diabétologue endocrinologue et un diététicien nutritionniste. Les étages supérieurs accueilleront le centre communal d'action sociale (CCAS) et le centre médico-psychologique (CMP). L’État, la région, le département et la ville ont financé cet équipement, dont le coût s'élève à 1,5 million d'euros

### Autres services publics

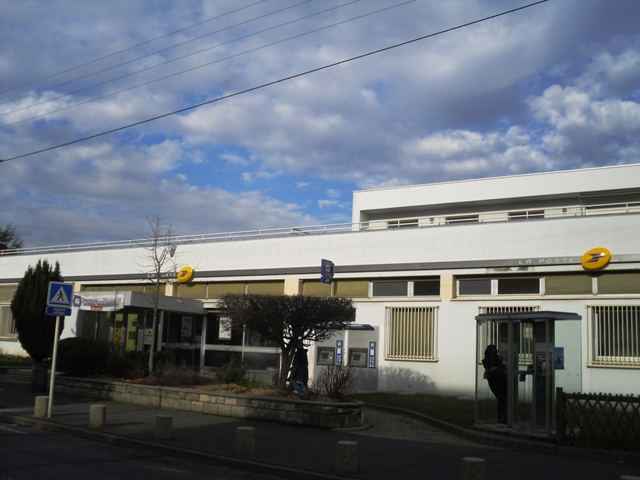
L’agence postale du Village.

La commune dispose sur son territoire de deux bureaux de poste en centre-ville et à la Grande Borne.
On note également la présence en 2010 d’un point information jeunesse, d’une permanence du délégué du médiateur de la République, d’une trésorerie principale, de deux antennes de la Caisse d’allocations familiales, et d’une antenne de la Caisse primaire d'assurance maladie.
Toujours en 2010, la sécurité du lieu est assurée par un commissariat et un centre d’îlotiers de Police et par le centre de secours principal intercommunal.
Un avocat exerce en 2010 dans la commune.

### Culture

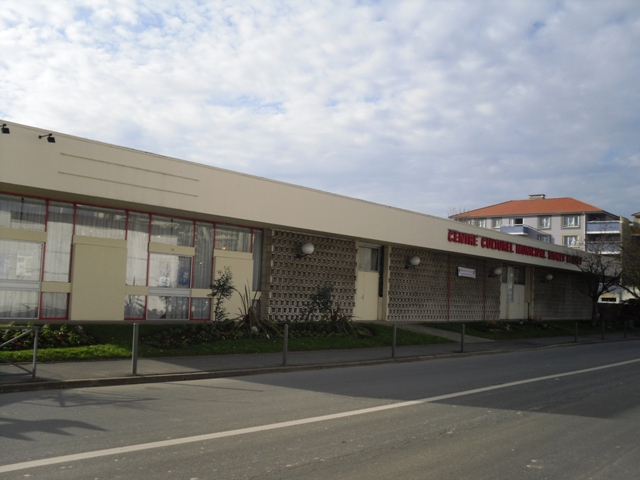
Le centre culturel Sidney-Bechet.

Grigny dispose de plusieurs infrastructures à vocation culturelle dont la plus importante est le centre culturel Sidney-Bechet, proposant un accès à la musique, au théâtre, au cinéma, à la danse et aux arts plastiques.
La bibliothèque municipale dispose du site principal Victor-Hugo et de l’annexe Pablo-Picasso, tout comme le conservatoire municipal implanté rue des Petits-Pas à la Grande Borne et à la Ferme Neuve (arts plastiques). Dans la structure principale se trouvent les studios d'enregistrement permettant la création de musique assistée par ordinateur.
Depuis 2016, Grigny développe un projet culturel intitulé "La Croisée des Chemins", sous l'égide de la DRAC et en partenariat avec la compagnie "La Constellation". Celui-ci porte, outre l'accueil de résidences théâtrales et d'arts de rue, sur la réalisation d'œuvres de Street-art dans l'espace urbain. De nombreux artistes de renommée internationale ou originaires de la commune, tels que Sifat, Émilie Aleteia, Shaka, Redone, Hervé Di Rosa, Myriam Maxo, MC Baugé-Troadec, Chris Mcclain, Vince, l'Atlas, Tank, Teurk, Surfil ont déjà participé aux différentes réalisations.
Sur le terrain musical, le conservatoire développe un projet de parcours musical du primaire à la fin du collège, en lien avec l'Éducation nationale. Fondée sur le principe de l'enseignement collectif de la musique, cette action bénéficie d'un partenariat avec l'orchestre de l'opéra de Massy et avec la Philharmonie de Paris d'autre part. L'Orchestre Symphonique des Enfants de Grigny et la Maîtrise de chant choral se sont déjà produits à Bercy, à la Philharmonie, à l'Opéra de Massy et jusqu'au "Victoires de la Musique". Les Ateliers Municipaux d'Arts Plastiques permettent aux enfants, jeunes et adultes d'accéder à l'enseignement de la peinture, de la sculpture, des techniques de céramique et à l'apprentissage des Arts numériques. Un cursus spécifique prépare aux concours d'entrée aux Écoles d'Arts. Plusieurs compagnies théâtrales interviennent en résidence, au sein d'un nouveau lieu culturel, les Ateliers du Théâtre et des Arts", mis à disposition d'un collectif d'artistes depuis le début de l'année 2018, par la municipalité.

### Sports
La commune a mis en place différentes installations sportives disséminées sur son territoire[Quand ?], la plus importante étant le parc des sports équipé de quatre terrains de football, deux terrains de rugby et un boulodrome. S’ajoutent le stade Jean-Miaud équipé de deux terrains de football et une piste d'athlétisme, le terrain de football du Bélier, le stade de tennis des Chaulais avec huit courts dont quatre couverts, la salle des sports Jean-Louis-Henry et son annexe totalisant une salle polyvalente, quatre salles de danse, deux salles de musculation-haltérophilie et un mur d'escalade, le dojo du Haricot avec un ring et trois salles de tatami, les gymnases du Méridien et du Labyrinthe et enfin la piscine municipale. La plupart des activités sont regroupées au sein de l’Union Sportive de Grigny. La commune accueille la compétition française de street workout.

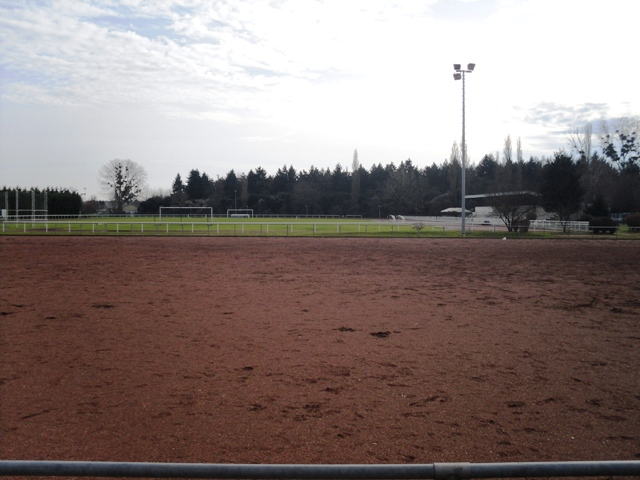
Le stade Jean-Miaud.

Le 26 Mai 2020, pendant les restrictions liées à la pandémie de Covid-19, un match de foot est quand même organisé. Le maire dénonce la mise en danger d'autrui et l'irrespect des personnels soignants tout en avouant que ce trouble à l'ordre public ne pouvait être soumis à l'autorité publique car celle-ci aurait entraîné un trouble à l'ordre public encore plus important.

### Lieux de culte
La paroisse catholique de Grigny est rattachée au secteur pastoral de Ris-Orangis-Grigny et au diocèse d'Évry-Corbeil-Essonnes. Elle dispose de l’église Saint-Antoine-et-Saint-Sulpice, de l’église Notre-Dame-de-Toute-Joie et d’un centre paroissial. Ce secteur pastoral et ses paroisses ont été confiés au Fils de la Charité, une congrégation religieuse spécialisée dans l’apostolat en milieu populaire. Deux communautés de religieuses sont aussi présentes dans ce secteur.
S’ajoute une église de la communauté évangélique laotienne.
Quant à la communauté musulmane de la ville, elle dispose de la Grande Mosquée de Grigny (près de la rue Saint-Exupéry), ainsi que de deux salles de prière (l'une à Grigny 2 et l'autre dans le quartier du Ravin, à la Grande Borne).

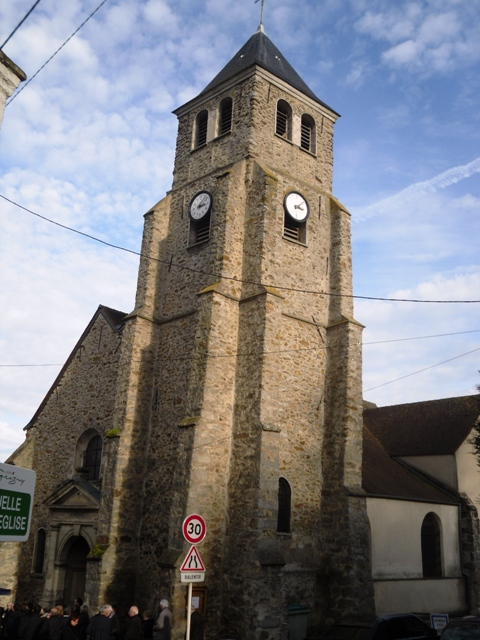
L’église Saint-Antoine-et-Saint-Sulpice.
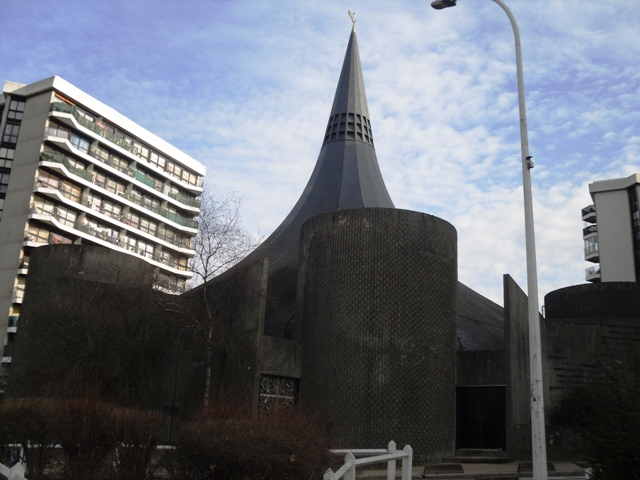
L’église Notre-Dame-de-Toute-Joie.
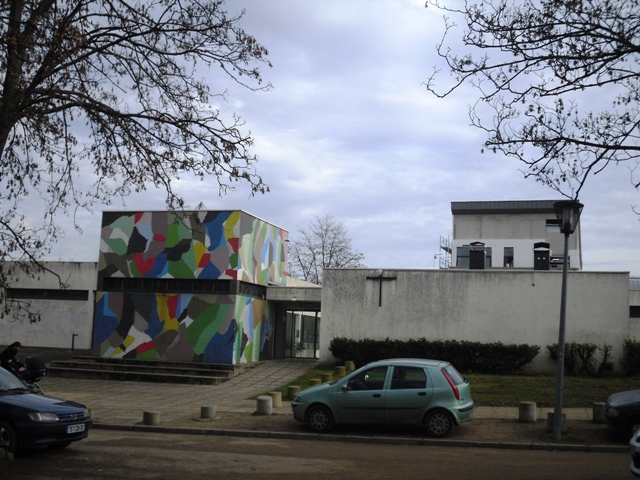
Le centre paroissial de la Grande Borne.
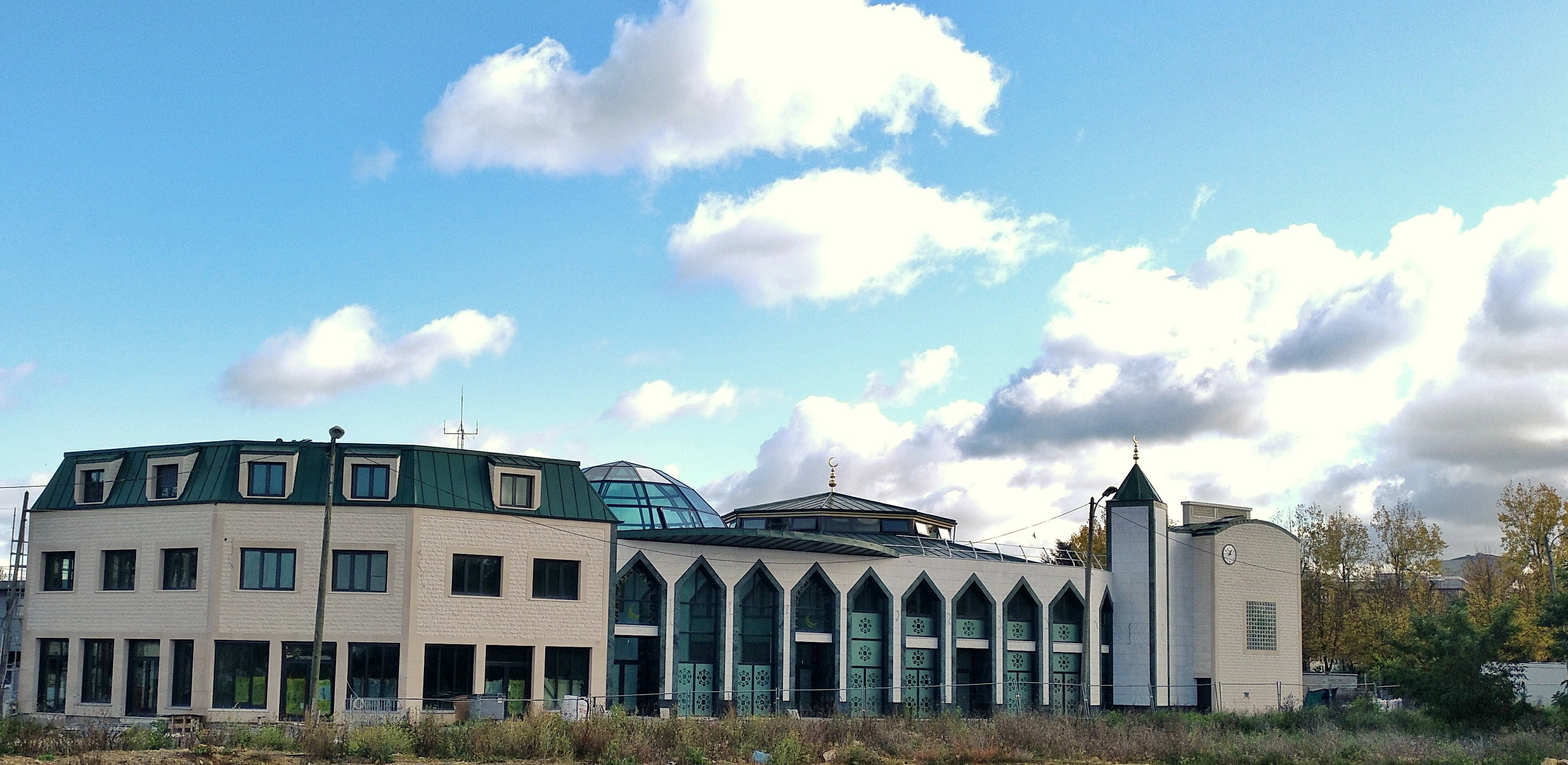
La Grande Mosquée de Grigny

### Médias
L’hebdomadaire Le Républicain relate les informations locales. La commune est en outre dans le bassin d’émission des chaînes de télévision France 3 Paris Île-de-France Centre, IDF1 et Téléssonne intégré à Télif.

## Économie
La commune de Grigny est intégrée par l’Insee au bassin d'emploi d’Orly qui regroupait en 2006 trente communes et 469 279 habitants, les Grignois représentant 5,68 % du total de la zone. Majoritairement résidentielle, la commune dispose cependant de deux importantes zones d’activités économiques avec la zone des Radars au sud et la zone industrielle des Noues de Seine au nord.
Elle accueillait aussi un centre commercial de l’enseigne Casino à proximité de la gare SNCF de Grigny - Centre. En septembre 2016, le groupe Casino décide néanmoins de fermer le supermarché car selon lui, « les vols, les violences récurrentes et l'explosion du budget sécurité » ont rendu le magasin « très déficitaire », alors que selon la mairie, « L'insécurité n'explique pas tout » mais que « Casino a lourdement grevé son chiffre d'affaires car il n'a "jamais adapté sa stratégie commerciale" à la réalité grignoise ».
Plusieurs entreprises implantées sur le territoire de la commune occasionnent des nuisances environnementales importantes et sont référencées au registre français des émissions polluantes, telle la chaufferie centrale de Grigny gérée par Elyo classée pour ces rejets de dioxyde de carbone et ses prélèvements importants en eau potable, le centre de conditionnement de Coca-Cola Enterprises pour ses rejets de carbone, ses consommations d’oxygène, d’eau potable et d’eau souterraine et le dépôt de pétrole de la CIM pour ses prélèvements en eau potable, site par ailleurs classé au titre de la directive Seveso. En 2008, la commune accueillait sur son territoire 984 entreprises dont 509 dans le seul secteur des services, totalisant 6898 postes salariés à fin 2007. Aucune exploitation agricole ne subsistait et seulement deux hôtels classés deux étoiles disposaient d’un total de 149 chambres. Un marché se tient les jeudis et dimanches matin à la Grande Borne.

### Emplois, revenus et niveau de vie
Cette présence relativement élevée d’entreprises créatrices d’emploi ne permet cependant pas de pourvoir en activité les 11 212 actifs que compte la commune, entraînant un fort taux de chômage à 18,8 % en 2006 et obligeant 80,9 % des personnes ayant un emploi à travailler dans une autre commune que Grigny. En outre, la précarité touche une part importante de la population puisque seulement 77,6 % des salariés étaient titulaires de la fonction publique ou employés en contrat à durée indéterminée. Ces difficultés professionnelles entraînent des difficultés économiques puisque le revenu net imposable moyen des foyers de la commune ne s’élevait en 2007 qu’à 14 605 euros et seulement 38,9 % de la population était assujettie à l’impôt sur le revenu. En conséquence, seulement 36,3 % de la population grignoise était propriétaire de son logement, la même proportion que ceux locataires d’une HLM. Le revenu fiscal médian par ménage était en 2006 de 9 359 euros, ce qui plaçait Grigny au 30 648e rang parmi les 30 687 communes de plus de cinquante ménages en métropole et au dernier rang départemental.
En 2010, le revenu fiscal médian par ménage était de 21 419 €, ce qui plaçait Grigny au 28 719e rang parmi les 31 525 communes de plus de 39 ménages en métropole. Près de 24 000 habitants de la ville vivent en quartier prioritaire, soit une large majorité de la population communale, avec un taux de pauvreté situé entre 40 et 50 %.
| Répartition des emplois par catégorie socioprofessionnelle en 2006. |              |                                           |                                                   |                            |                          |                           |
|                                                                     | Agriculteurs | Artisans, commerçants, chefs d’entreprise | Cadres et professions intellectuelles supérieures | Professions intermédiaires | Employés                 | Ouvriers                  |
| Grigny                                                              | 0,0 %        | 5,3 %                                     | 14,0 %                                            | 28,4 %                     | 27,1 %                   | 25,3 %                    |
| Zone d’emploi d’Orly                                                | 0,1 %        | 4,6 %                                     | 15,2 %                                            | 27,8 %                     | 30,3 %                   | 22,1 %                    |
| Moyenne nationale                                                   | 2,2 %        | 6,0 %                                     | 15,4 %                                            | 24,6 %                     | 28,7 %                   | 23,2 %                    |
| Répartition des emplois par secteur d'activité en 2006.             |              |                                           |                                                   |                            |                          |                           |
|                                                                     | Agriculture  | Industrie                                 | Construction                                      | Commerce                   | Services aux entreprises | Services aux particuliers |
| Grigny                                                              | 0,3 %        | 11,7 %                                    | 13,6 %                                            | 18,6 %                     | 13,4 %                   | 5,0 %                     |
| Zone d’emploi d’Orly                                                | 0,5 %        | 8,1 %                                     | 7,2 %                                             | 15,0 %                     | 14,3 %                   | 6,3 %                     |
| Moyenne nationale                                                   | 3,5 %        | 15,2 %                                    | 6,4 %                                             | 13,3 %                     | 13,3 %                   | 7,6 %                     |
| Sources : Insee                                                     |              |                                           |                                                   |                            |                          |                           |

## Culture locale et patrimoine

### Patrimoine environnemental

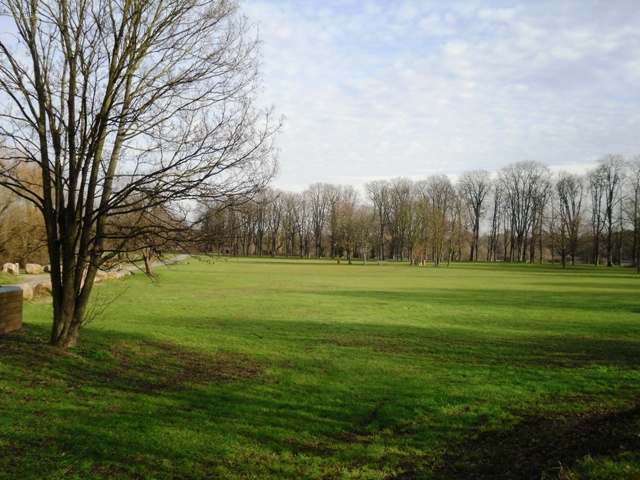
Le parc de l’Arbalète.

Le parc de l’Arbalète à proximité du lac du même nom constitue le plus important espace vert de la commune avec la plaine centrale aménagée dans le quartier de la Grande Borne. Ils sont complétés par le parc du Clotay et le parc des Aiglons. Dans le quartier des Blancs Manteaux ont été aménagés des jardins familiaux.
La partie grignoise du lac de Viry-Châtillon et les bois de l’Arbalète et des Blancs Manteaux ont été inscrits à l’inventaire des espaces naturels sensibles par le conseil départemental de l'Essonne.
Grigny a été récompensée par une fleur au concours des villes et villages fleuris puis deux fleurs à partir de 2011.

### Patrimoine architectural
Les monuments du parc du château de l’Arbalète dont le bassin, le kiosque et le portail ont été inventoriés au titre des monuments historiques. Les communs datant du XVIIe siècle complètent les vestiges de l’ancien château détruit. L’église Saint-Antoine-et-Saint-Sulpice date du XIIe siècle et son clocher du XIVe siècle. Les bâtiments de la Ferme Neuve ont été élevés entre 1723 et 1753. La commune dispose encore d’un lavoir couvert construit en 1873.

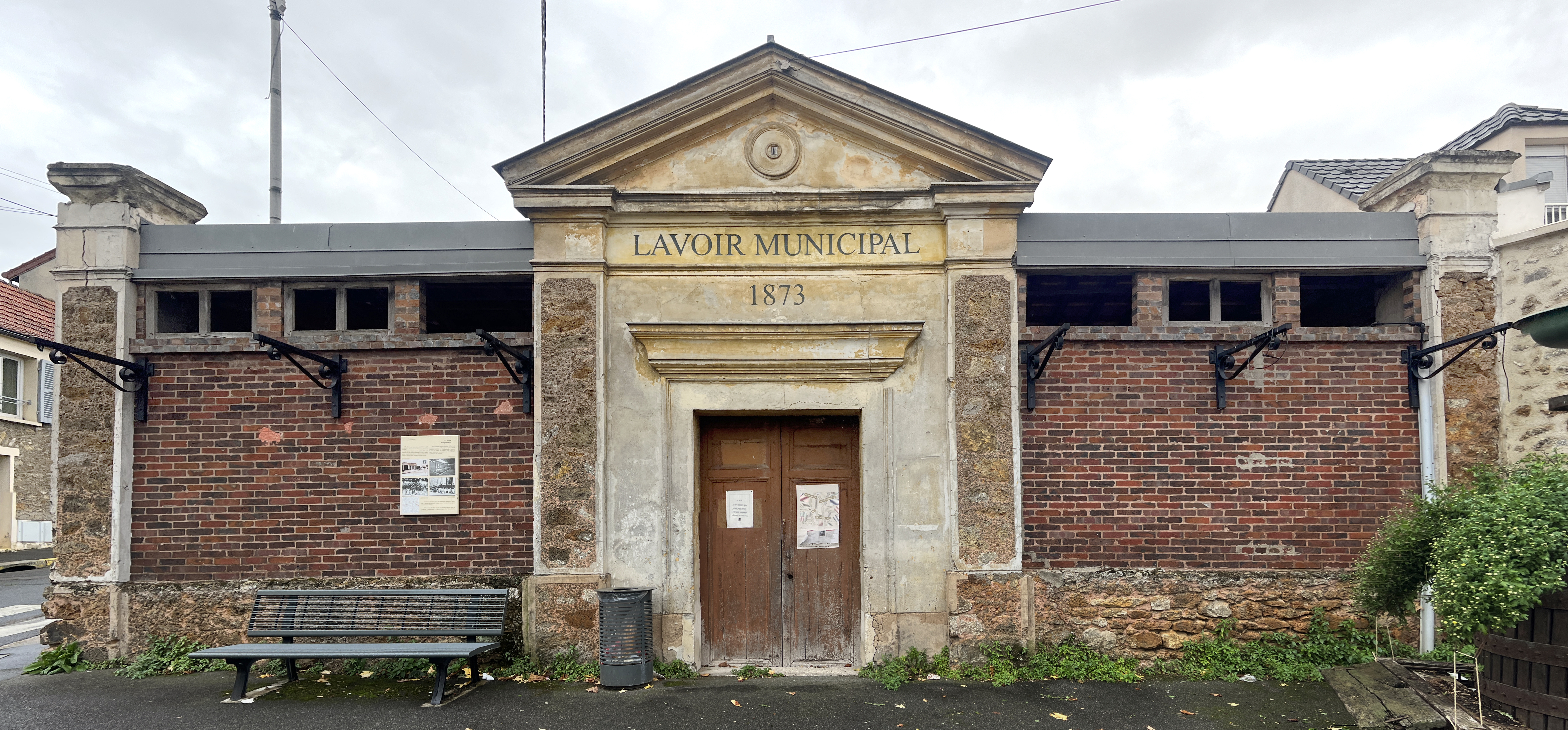
L’ancien lavoir municipal.
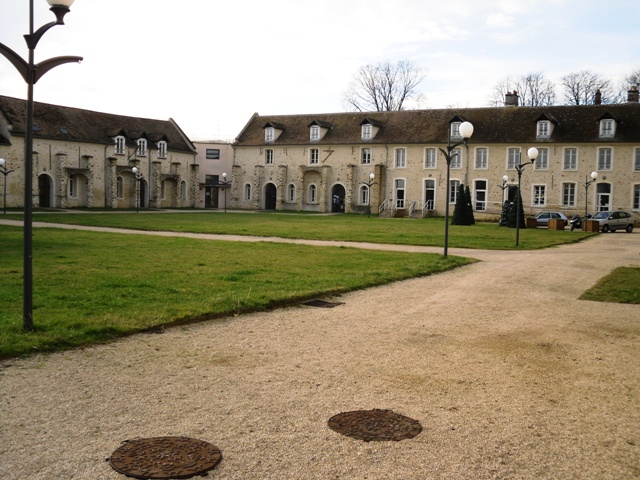
La Ferme Neuve.
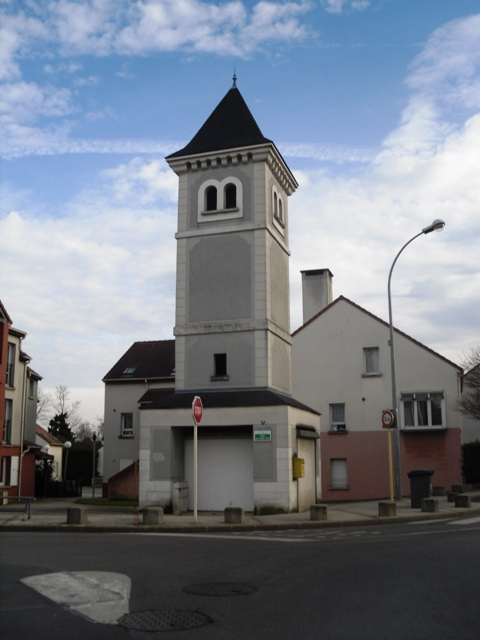
L’ancien pigeonnier du château.
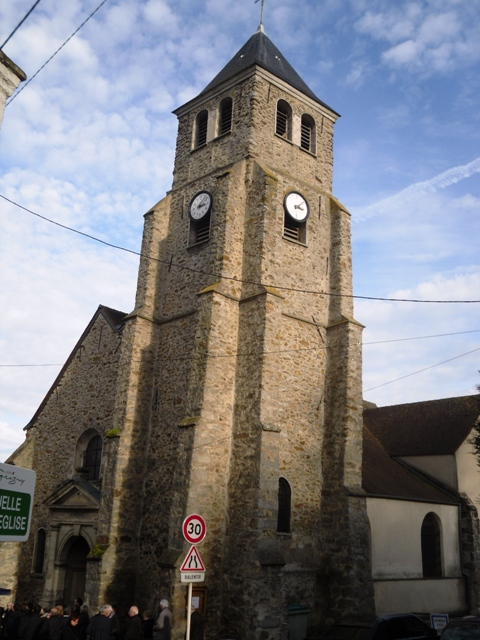
Église Saint-Antoine-Saint-Sulpice de Grigny

### Personnalités liées à la commune
Différents personnages publics sont nés, décédés ou ont vécu à Grigny :
- Pierre Du Moulin (1568-1658), théologien, fut l'un des pasteurs de l'Église réformée de 1599 à 1603 ;
- Joseph Canteloube (1879-1957), pianiste, compositeur et musicologue, y est mort ;
- Sidney Bechet (1897-1959), clarinettiste, saxophoniste et compositeur américain, y vécut de 1950 à sa mort[154],[155] ;
- Jean-Maurice Mourat (1946- ), guitariste, y exerça ;
- Jean-François Lécureux (1954-), scénariste de bande dessinée, y vécut ;
- Malek Boutih (1964- ), homme politique, y exerça ;
- Sandrine Bonnaire (1967- ), actrice, y vécut ;
- Delphine Batho (1973- ), femme politique, y vécut ;
- Patrice Mian Kouassi dit Patson (1975- ), humoriste, y vécut ;
- Aurélie Konaté (1976-), actrice, chanteuse, danseuse, y vécut ;
- Patrice Quarteron (1979- ), boxeur, y vit ;
- Yamadou Kanoute dit Al Peco (1980- ), rappeur, y est né ;
- Samy Gharbi (1985-), acteur, y vécut ;
- Paul-Georges Ntep (1992- ), footballeur, y vécut.
- Stéphane Nomis (1970-), ex-judoka et entrepreneur, y vécut à la Grande Borne,
- Inès Reg (1992-), humoriste, actrice, y vécut ;
- Ronisia (1999-), chanteuse vivant à Grigny
- Golo & Ritchie, y vivent.

### Grigny dans les arts et la culture
- D’après la tradition locale, c’est à Grigny où il résidait alors, que Sidney Bechet aurait composé en 1952 sa chanson Petite Fleur[156].
- Grigny a servi de lieu de tournage des films Le père Noël est en prison de Pierre Gautherin diffusé en 1971 à la télévision[157] et Mon pote de Marc Esposito sorti en 2010[158].

### Héraldique et logotype

Logo.

| Blason de Grigny (Essonne) | Blason  | Écartelé : au premier et au quatrième de sinople aux trois chardons d’argent, au deuxième et au troisième de gueules aux trois besants d’or. |
| Blason de Grigny (Essonne) | Détails | Elle s’est en outre dotée d’un logotype. |